# Matthias Redlhammer
Matthias Redlhammer (* 1957 in Köln) ist ein deutscher Schauspieler und Hörspielsprecher.

## Leben
Der Berufswunsch Matthias Redlhammers war ursprünglich Gärtner. Eine Zeit lang arbeitete er im Orchideenhaus des Frankfurter Palmengartens, begann dann aber 1979 eine Ausbildung an der Schauspielschule Bochum, die er 1981 abschloss, und trat im selben Jahr am dortigen Schauspielhaus ein bis 1986 dauerndes erstes Engagement an. Von 1986 bis 1990 spielte er am Wiener Burgtheater, danach wechselte er ans Schillertheater nach Berlin, wo er bis 1992 unter Vertrag stand. Ab 1992 arbeitete Redlhammer freischaffend und gastierte bei den Salzburger Festspielen, am Hamburger Thalia Theater, an den Schauspielhäusern in Düsseldorf und Zürich, dort auch am Theater Neumarkt, sowie am Theater am Goetheplatz in Bremen. In der Spielzeit 2008/09 war er am Schauspiel Frankfurt verpflichtet, wirkte danach am Schauspiel Köln und dem Theater Freiburg und gehörte ab 2010 wieder dem Ensemble des Schauspielhauses Bochum an. Seit der Spielzeit 2017/18 ist er festes Ensemblemitglied am Schauspiel Frankfurt.
In Bochum spielte Redlhammer unter anderem Alfred Ill in Friedrich Dürrenmatts Der Besuch der alten Dame neben Mechthild Großmann in der Titelrolle, den Peachum in Brechts Dreigroschenoper, er war König Etzel in den Nibelungen von Friedrich Hebbel, Veit Tümpel im Zerbrochnen Krug von Heinrich von Kleist oder die Titelfigur in Ben Jonsons Volpone. Am Theater Freiburg war er in Elfriede Jelineks Die Kontrakte des Kaufmanns. Eine Wirtschaftskomödie zu sehen.
Seit 1995 ist Redlhammer auch umfangreich vor der Kamera tätig, erstmals in einigen Folgen der Serie Stadtklinik. Neben Gastrollen in weiteren Serien wie Im Namen des Gesetzes, SK Kölsch, Bloch oder SOKO Köln, wirkte er wiederholt in verschiedenen Tatort-Episoden mit sowie in acht Folgen der Serie Schimanski. Daneben arbeitet er auch als Hörspielsprecher.
Matthias Redlhammer lebt in Frankfurt.

## Filmografie (Auswahl)
- 1995: Stadtklinik (5 Folgen als Robert Esser)
- 1998: Im Namen des Gesetzes – Standgericht
- 1999: Der Fahnder – Verdammt lange her
- 1999: Die Wache – Feuertaufe
- 1999: Ein Fall für zwei – Kunstfehler
- 2000: Die Kommissarin – Stille Wasser
- 2000: Otto – Der Katastrofenfilm
- 2000: SK Kölsch – Kindertag
- 2001: Der Clown – Lautloser Tod
- 2002: Doppelter Einsatz – Verraten und verkauft
- 2002: Großstadtrevier – Nicht geht mehr
- 2003: Balko – Leiche gegen Leiche
- 2003: Broti & Pacek – Irgendwas ist immer – Vorübergehend gestorben
- 2003: Wenn Weihnachten wahr wird
- 2004: Die Sitte – Svens Geheimnis
- 2004: SK Kölsch – Familienbande
- 2004: Wilsberg – Tödliche Freundschaft
- 2005: Die Bluthochzeit
- 2005: Unkenrufe – Zeit der Versöhnung
- 2006: Ein Fall für zwei – Der verlorene Sohn
- 2006: Wilsberg – Tod auf Rezept
- 2007: GG 19 – Deutschland in 19 Artikeln
- 2007: Bloch – Der Kinderfreund
- 2008: Speed Racer
- 2009: Der Dicke – Voll ins Herz
- 2009: Berlin 36
- 2013: SOKO Köln – Kanzlerklau
- 2013: SOKO Stuttgart – Tödliche Karriere
- Schimanski
  - 1997: Hart am Limit
  - 1997: Die Schwadron
  - 1997: Blutsbrüder
  - 1998: Rattennest
  - 1998: Muttertag
  - 1998: Geschwister
  - 1999: Sehnsucht
  - 2008: Schicht im Schacht
- Tatort
  - 1999: Alp-Traum
  - 2000: Trittbrettfahrer
  - 2003: Das Phantom
  - 2008: Müll
  - 2010: Der Polizistinnenmörder
  - 2013: Trautes Heim
  - 2015: Erkläre Chimäre
- 2019: Wir wären andere Menschen
- 2021: Der Geist im Glas (Märchenfilm)

## Hörspiele
- 1991: Die Palästinenserin – Autor: Joshua Sobol – Regie: Walter Adler
- 1992: Sonntagsgäste (Folge 12: Ein Keller für die Pink Pigs) – Autor: Renke Korn – Regie: Christoph Dietrich
- 1992: Sonntagsgäste (Folge 22: Wandauer Blitz) – Autor: Renke Korn – Regie: Peter Groeger
- 2009: Radio-Tatort – Offene Rechnung – Autor: Peter Meisenberg – Regie: Claudia Johanna Leist
- 2010: Bio-Öko-Tot! – Autor: Christian Hussel – Regie: Martin Zylka
- 2010: Bilal – Als Illegaler auf dem Weg nach Europa – Autor: Fabrizio Gatti – Regie: Claudia Johanna Leist
- 2013: Geraubte Haut – Autorin: Pati Blasco – Regie: Claudia Johanna Leist